# ليونيل بانكس
ليونيل بانكس (بالإنجليزية: Lionel Banks)‏ هو مصمم إنتاجي أمريكي، ولد في 22 يونيو 1901 في سولت ليك في الولايات المتحدة، وتوفي في 20 مارس 1950 في لوس أنجلوس في الولايات المتحدة.

## وصلات خارجية
- ليونيل بانكس على موقع IMDb (الإنجليزية)
- ليونيل بانكس على موقع ألو سيني (الفرنسية)
- ليونيل بانكس على موقع أول موفي (الإنجليزية)
- ليونيل بانكس على موقع قاعدة بيانات الأفلام السويدية (السويدية)
- ليونيل بانكس على موقع قاعدة بيانات الفيلم (الإنجليزية)
- ليونيل بانكس على موقع كينوبويسك (الروسية)